# Anil Gurung
Anil Gurung (* 23. September 1988 in Pokhara) ist ein nepalesischer Fußballspieler auf der Position eines Stürmers. Er spielt in der aktuellen Saison 2022/23 für Brigade Boys Club in der 1. Liga in Nepal.

## Karriere
Anil Gurung spielte seine erste Saison im Jahr 2003 im Alter von 15 Jahren bei Pokhara FC und wurde in 25 Ligaspielen eingesetzt, in denen er 12 Tore schoss. In der folgenden Saison unterschrieb er einen Vertrag beim Brigade Boys Club und lief bei 25 Ligaspielen mit acht erzielten Treffern auf. Zur Saison 2005/06 wechselte er zum Three Star Club und kam auf 27 Ligaspiele mit 13 Toren. Weitere Wechsel waren in der Saison 2006/07 zu Manang Marsyangdi Club, zur 2008/09 zu New Road Team, für die Saison 2009/10 zum Shillong Lajong FC in Indien und ab der Saison 2011/12 bis zur Saison 2017/18 wieder zum Manang Marsyangdi Club. Mit diesem Verein gewann er in der Saison 2013/14 die Meisterschaft. Ab der Saison 2018/19 spielte er nochmals für Three Star Club, bevor er in der Folgesaison 2019/20 erneut bei Brigade Boys Club einen Vertrag unterschrieb. Während der Spielzeiten 2021 und 2022 wurde Gurung an den Ligakonkurrenten Pokhara Thunders ausgeliehen.

## Nationalmannschaft
In der nepalesischen Nationalmannschaft feierte er sein Debüt am 8. Oktober 2007 in der ersten Qualifikationsrunde zur Fußball-Weltmeisterschaft 2010 in Südafrika gegen die omanische Fußballnationalmannschaft. Das Qualifikationsspiel fand im Sultan-Qabus-Sportzentrum in Maskat im Oman statt und Gurung wurde von seinem Nationaltrainer Shyam Thapa in der Startaufstellung berücksichtigt. Nepal verlor das Spiel mit 0:2 und in der 80. Spielminute wurde Gurung ohne Torerfolg gegen seinen Mitspieler Bairag Samal Bishow ausgewechselt.
Sein erstes Tor für die nepalesische Nationalmannschaft erzielte Gurung am 25. März 2008 im Freundschaftsländerspiel gegen Pakistan. Das Spiel fand in Pokhara im Pokhara National Stadium in Nepal statt. Er wurde von seinem neuen Nationaltrainer Thomas Flath in der Startelf aufgestellt und Anil Gurung erzielte in der 85. Spielminute den 2:1-Siegtreffer nach zwischenzeitlichem Rückstand.
Den letzten Einsatz im Trikot der nepalesischen Nationalmannschaft hatte er am 14. November 2017 im Qualifikationsspiel zur Fußball-Asienmeisterschaft 2019 in der Gruppe 6 gegen die philippinische Fußballnationalmannschaft im Dasarath Rangasala Stadium in Lalitpur. Er wurde in der 81. Spielminute von seinem Nationaltrainer Kōji Gyōtoku für seinen Mannschaftskameraden Sujal Shrestha eingewechselt. Das Spiel endete torlos mit einem 0:0-Unentschieden.
Seine Länderspielkarriere beendete er im Jahr 2017 mit insgesamt 51 Länderspieleinsätzen und zehn erzielten Länderspieltoren.

## Erfolge
- AFC Solidarity Cup

Am 15. November 2016 gewann Anil Gurung mit Nepal den AFC Solidarity Cup 2016 und er wurde kurz vor dem Ende des Finalspiels gegen Macau in der 92. Spielminute für den Siegtorschützen zum 1:0 Sujal Shrestha eingewechselt.